# Zemaljsko antifašističko vijeće narodnog oslobođenja Hrvatske
Zemaljsko antifašističko vijeće narodnog oslobođenja Hrvatske (ZAVNOH) bilo je izvršno i zakonodavno tijelo Federalne Države Hrvatske. Prvo zasjedanje održano je u Otočcu i na Plitvičkim jezerima (13. – 14. lipnja 1943). ZAVNOH je formalno preuzeo funkciju najvišega političkog tijela Narodnooslobodilačkoga pokreta, ali je de facto obavljao i funkciju najvišega organa vlasti Hrvatske. Za predsjednika je izabran Vladimir Nazor. Drugo zasjedanje održano je u Plaškom (12. – 15. listopada 1943.), donesen je proglas o vraćanju Hrvatskoj Istre, Zadra, otoka i drugih teritorija pod talijanskom okupacijom. Na trećem zasjedanju u Topuskom (8. – 9. svibnja 1944.) ZAVNOH je proglašen vrhovnim zakonodavnim i izvršnim predstavničkim tijelom i najvišim organom državne vlasti demokratske Hrvatske, donesena je odluka o pristupanju Hrvatske u federativnu Jugoslaviju na temelju prava na samoodređenje. Dana 14. travnja 1945. izvršna funkcija ZAVNOH-a prenesena je na prvu narodnu vladu Hrvatske koju je sastavio Vladimir Bakarić. Na četvrtom zasjedanju u Zagrebu (24. – 25. srpnja 1945.) ZAVNOH je promijenio ime u Narodni sabor Hrvatske. Odluke ZAVNOH-a imale su presudno i dalekosežno značenje u obrani hrvatske državnosti te su bile ustavno-pravni temelj suvremene Republike Hrvatske.

## Incijativni odbor
Iako se tijekom 1943. pomoću jake državne propagande na društvenom i kulturnom planu nastojao stvoriti privid konsolidacije NDH, događaji na terenu upućivali su na upravo suprotnu situaciju. Riječ je o vidnom jačanju Narodnooslobodilačke vojske (NOV), što će se tijekom 1943. godine, a osobito nakon četvrte i pete »neprijateljske ofenzive« manifestirati velikim teritorijem tadašnje Hrvatske, koji je došao pod nadzor partizana. U razdoblju između veljače i travnja 1943. NOV je kontrolirala gotovo čitavu Liku, osim grada Gospića, Banovinu, Kordun, Gorski kotar i sjevernu Dalmaciju, a nakon kapitulacije Italije neko vrijeme i grad Split. Sukladno tomu valjalo je na oslobođenom teritoriju ustrojiti institucije vlasti. S tim u skladu, na temelju odluka Prvog zasjedanja AVNOJ-a u Bihaću (5. prosinca 1942.), u ličkom selu Ponoru kod Korenice 1. ožujka 1943. osnovan je Inicijativni odbor Zemaljskog antifašističkog vijeća narodnog oslobođenja Hrvatske. Jedan je od zadataka Inicijativnog odbora bilo rješavanje niza teških životnih problema na oslobođenom teritoriju, te rukovođenje poslovima koji kvalificiraju Inicijativni odbor Zavnoha kao klicu budućega vrhovnog rukovodstva narodne vlasti u Hrvatskoj. Vijećnici AVNOJ-a iz Hrvatske u sporazumu s Izvršnim odborom AVNOJ-a preuzeli su inicijativu za formiranje ZAVNOH-a (pismo od 5. prosinca 1942., a prvo zasjedanje ZAVNOH-a bilo je predviđeno nadnevka 30. siječnja 1943.).
Inicijativni odbor za pripremanje konstituirajuće skupštine Zemaljskog antifašističkog vijeća narodnog oslobođenja Hrvatske imao je u početku osmero članova; 6 su bili vijećnici AVNOJ-a iz Hrvatske: Pavle Gregorić, član CK KPH; Stanko Ćanica Opačić, komandant (zapovjednik) Kordunaške grupe partizanskih odreda; Šime Balen, novinar iz Zagreba, politički komesar Pete kordunaške brigade; Pavao Krce, narodni zastupnik HSS-a za sinjski kotar; Branko Zlatarić, činovnik Gospodarske sloge iz Zagreba i Nikola Grulović, član Pokrajinskoga komiteta KPJ za Vojvodinu. Uz njih šestoricu u Inicijativni odbor Zemaljskog antifašističkog vijeća narodnog oslobođenja Hrvatske ušli su i: Đoko Jovanić, pomoćnik komandanta narodnooslobodilačke vojske Hrvatske, kao predstavnik boraca u Inicijativnom odboru, te Vlatka Babić, učiteljica iz Crikvenice, kao predstavnica prosvjetnih radnika Hrvatske. Od njih, u Inicijativnom odboru ZAVNO Hrvatske samo je petero članova aktivno sudjelovalo u radu; u prvom redu trojica članova njegova tajništva (Pavle Gregorić kao tajnik, Stanko Ćanica Opačić i Šime Balen), te uz njih Branko Zlatarić i Vlatka Babić. Što se tiče preostale trojice članova Inicijativnoga odbora za osnivanje Zavnoha, Đoko Jovanić je bio zauzet vojnim operacijama, dok je Nikola Grulović djelovao na političkom planu u Srijemu, a Pavao se Krce nalazio na oslobođenom području Dalmacije, na mjestu člana plenuma Pokrajinskoga narodnooslobodilačkog odbora za Dalmaciju.

## Prvo zasjedanje
Prvo zasjedanje ZAVNOH-a održano je u Otočcu i na Plitvičkim jezerima, 13. i 14. lipnja 1943. Prvo, osnivačko zasjedanje, bilo je održano u Otočcu 13. lipnja 1943., dok je druga sjednica bila održana idući dan (14. lipnja) na Plitvičkim jezerima. ZAVNOH je formalno preuzeo funkciju najvišega političkog tijela Narodnooslobodilačkoga pokreta (»Plitvička deklaracija«), ali je de facto obavljao i funkciju najvišega organa vlasti Hrvatske. Na tom je zasjedanju formiran Izvršni odbor, sastavljen od 11 članova, koji su obavljali dužnosti između zasjedanja. Za predsjednika Izvršnog odbora, izabran je književnik Vladimir Nazor. 14. lipnja 1943. na proplanku pokraj jezera Labudovac (jednoga od Plitvičkih jezera) održana je radna sjednica ZAVNOH-a. U »Proglasu narodima Hrvatske«, upućenom s I. zasjedanja, ZAVNOH je pozvao na borbu za oslobođenje od tuđinske vlasti. Pozvao je i »braću Hrvate Istre, Zadra, Rijeke i jadranskih otoka«. U Proglasu su bili objavljeni osnivanje i ciljevi ZAVNOH-a.

## Istra, Zadar i otoci
Vladimir Nazor, pozivajući se na pravo naroda na samoopredjeljenje, svojom je »Odlukom o priključenju Istre, Rijeke, Zadra i ostalih okupiranih krajeva Hrvatskoj« od 20. rujna 1943. godine potvrdio odluku Okružnog NOO-a za Istru o sjedinjenju (Pazinske odluke). Ništavnim su tada proglašeni ugovori Kraljevine Jugoslavije i NDH s Italijom, kojima su Istra i drugi krajevi pripali Italiji, a talijanskoj manjini koja ondje obitava zajamčeno je pravo na autonomiju. Odluku o priključenju Istre i drugih područja koju je predsjednik ZAVNOH-a donio izvan zasijedanja (i bez pitanja AVNOJ-a), potvrdio je ZAVNOH na svojem Drugom zasijedanju od 12. listopada 1943. godine.

## Drugo zasjedanje
Drugo zasjedanje ZAVNOH-a održano je u Plaškom, od 12. do 15. listopada 1943. Potvrđena je odluka Izvršnog odbora od 20. rujna 1943. o priključenju svih dijelova Hrvatske koji su prema Rimskim ugovorima iz 1941. bili pripali Italiji donošenjem »Proglasa o vraćanju Hrvatskoj Istre, Zadra, otoka i drugih teritorija pod talijanskom okupacijom«. Otad su problemi spomenutih područja u svim službenim aktima tretirani kao i problemi drugih dijelova Hrvatske. ZAVNOH je uvažio specifičnosti tih područja, osobito Istre, pa je tijekom njemačke okupacije pomagao uputama, direktivama i kadrovima u izgradnji hrvatske vlasti i u objašnjavanju zadataka i ciljeva NOP-a. Nastojao je rješavati gospodarske probleme te probleme prikupljanja i transporta pomoći za prehranu partizanskih postrojbi u Gorskom kotaru. Na tom je zasjedanju izabran Izvršni odbor, sačinjen od 15 vijećnika. Osnovano je Tajništvo ZAVNOH-a, koje je s odjelima ZAVNOH-a, de facto pobavljalo ulogu hrvatske vlade, sve do osnutka Narodne vlade Hrvatske u Splitu 1945. Usvojen je »Pravilnik o unutarnjoj organizaciji i radu ZAVNOH-a«.

## Treće zasjedanje
U proljeće 1944., ZAVNOH je raspisao »Zajam narodnog oslobođenja« i u optjecaj pustio obveznice te iskazao zanimanje za obnovu i širenje hrvatskog školstva i uopće prosvjete i kulture kao jednog od preduvjeta za bržu i primjereniju politizaciju naroda.
Treće zasjedanje ZAVNOH-a je održano u Topuskom, 8. i 9. svibnja 1944. Poznato je kao Sabor u Topuskom. Na tom je zasjedanju formalno utemeljena Federalna Država Hrvatska. Novousvojenim "Pravilima ponašanja ZAVNOH-a", ukinut je Izvršni odbor, a osnovan je Prezidij Zemaljskog antifašističkog vijeća narodnog oslobođenja Hrvatske. ZAVNOH je donio je četiri ustavna akta:
1. Odluka o odobrenju rada predstavnika Hrvatske u Drugom zasjedanju AVNOJ-a, u okviru koje je prihvaćena odluka o stvaranju zajedničke federativne države s ostalim narodima Jugoslavije na principu nacionalne ravnopravnosti
2. Odluka o proglašenju ZAVNOH-a vrhovnim zakonodavnim i izvršnim predstavničkim tijelom i najvišim organom državne vlasti Demokratske Hrvatske
ZAVNOH je »jedini pravi državni Sabor Hrvatske« i »predstavnik suvereniteta naroda i države Hrvatske«.
3. Deklaracija o osnovnim pravima naroda i građana Demokratske Hrvatske
Hrvatski i srpski narod imaju jednaka prava, u svakom pogledu.
Nacionalnim manjinama bit će zajamčena njihova prava.
Svi građani u Hrvatskoj su jednaki pred zakonima bez obzira na nacionalnost, rasu i vjeru.
Žene imaju ista prava kao muškarci.
Svakom građaninu je zajamčena osobna i vlasnička sigurnost. Zajamčeno je pravo vlasništva.
4. Odluka o ustroju i poslovanju narodnooslobodilačkih odbora i skupština u Federalnoj Državi Hrvatskoj
Prema Poslovniku ZAVNOH-a, umjesto Izvršnog odbora izabrano je Predsjedništvo od 31 člana. Tim odlukama ZAVNOH se oblikovao u »pravi državni sabor Hrvatske«, odluke kojega su bile presudne za održanje hrvatskoga državnog kontinuiteta. Andrija Hebrang, potpredsjednik ZAVNOH-a je ustvrdio: »Velik je i dalekosežan politički i povijesni značaj ovih odluka za sudbinu i budućnost Hrvatske«. Pokrenuto je osnivanje Telegrafske agencije Hrvatske, u to je vrijeme uveden vjeronauk kao izborni predmet, a u radu ZAVNOH-a sudjelovali su i članovi HSS-a te Srpski klub vijećnika.
Predsjedništvo ZAVNOH-a su činili: Vladimir Nazor (neovisan, pjesnik), Andrija Hebrang (KPH), Ivan Gošnjak (KPH), Franjo Gaži (HSS), Stjepan Prvčić (HSS), Filip Lakuš (HSS), Rade Pribićević (SDS), Simo Eror (SDS), Svetozar Rittig (katolički svećenik) i Ante Mandić (neovisan.) Andrija Hebrang je tvrdio: »Hrvatska ima pravo da sama upravlja sobom, da ima svoj Sabor kao vrhovni zakonodavni organ i nosilac suvereniteta, i svoju narodnu vladu«.

## Četvrto zasjedanje
Tijekom lipnja 1944. otok Vis postaje vojni, politički i diplomatski centar Narodnooslobodilačkog pokreta. Potpunim oslobođenjem Dalmacije tijekom siječnja 1945. ZAVNOH se seli u grad Šibenik pripremajući se za preuzimanje vlasti na prostoru čitave Hrvatske. Šibenik je bio sjedište ZAVNOH-a od 31. prosinca 1944. do 13. svibnja 1945. S tim u skladu ZAVNOH donosi odluku o formiranju prve Narodne vlade Hrvatske. Na izvanrednoj sjednici Predsjedništva ZAVNOH-a 14. travnja u Splitu izabrana je Narodna vlada Federalne Hrvatske. Vladu su činili predsjednik Vladimir Bakarić, dva potpredsjednika i ministri.
Tijekom 8. svibnja partizanske jedinice ulaze u Zagreb. To nije značilo i konačan povratak mira za Hrvate. Deklaracije ZAVNOH-a odavno su bile, kako piše Ivan Supek u knjizi Na prekretnici milenija, »pogažene, demokratska obećanja iznevjerena, humanističke težnje potisnute«, a Hrvati po drugi put izručeni na milost i nemilost velikosrpskom hegemonizmu, ovaj put pod boljševičkom krinkom«. »U tim godinama na svršetku rata«, pisao je Supek, »nisu se progonili samo ostaci NDH-a, nego se teror također okreće spram ’klasnih neprijatelja’ i pristaša HSS-a, dojučerašnjih ratnih saveznika«. ZAVNOH se preselio u Zagreb, 20. svibnja 1945.
Četvrto zasjedanje ZAVNOH-a je održano 24. i 25. srpnja 1945. u sabornici na Markovom trgu i tog dana promijenjen je naziv u Narodni sabor Hrvatske. Njegov sastav proširen je na vijećnike iz svih hrvatskih krajeva. Rad je zaključio odlukom o svojem raspuštanju i izborima za Ustavotvorni sabor Hrvatske (1946).Predsjednik Predsjedništva Narodnoga sabora Hrvatske Vladimir Nazor povjerio je mandat za sastav vlade Vladimiru Bakariću, a on je predložio višestranačku vladu, koja se sastojala od četiri predstavnika KPH, petorice HSS-ovaca, četvorice predstavnika Srba iz Hrvatske i jednoga izvanstranačkog ministra.
Predsjedništvo Narodnog sabora Hrvatske donosi »Zakon o imenu Narodne Republike Hrvatske«, 26. veljače 1946. i od tada djeluje kao Prezidij Sabora Narodne Republike Hrvatske. Narodna vlada mijenja naziv u Vlada Sabora Narodne Republike Hrvatske. Udio komunista u Prezidiju raste na 70%, a u Vladi na 87%. Rad ZAVNOH-a je zaključen odlukom o svojem raspuštanju i izborima za Ustavotvorni sabor Hrvatske. Od 26. do 30. kolovoza 1946. održano je peto zasjedanje Sabora, prvo pod novim nazivom Sabor Narodne Republike Hrvatske, koje je kasnije (18. siječnja 1947.) kao Ustavotvorni Sabor NRH promulgiralo prvi Ustav NRH.

## Upravni ustroj
Ustroj Federalne Države Hrvatske razvijao se u Narodnooslobodilačkom pokretu, po modelu od dna do vrha, što znači da su se prvo razvijali niži oblici organiziranja, koji su svoj vrhunac dosegli stvaranjem Zavnoha. Tako je potkraj 1941. bilo 677 različitih narodnooslobodilačkih odbora, 1942. ima već 1609 NOO-a, a krajem 1943. 4596 NOO-a.
Od navedenih 4596 NOO-a, na širem zagrebačkomu području djelovalo ih je 1147, 699 u Slavoniji, 703 u Dalmaciji, 491 u Istri, 178 u Pokuplju, 247 na Banovini, 278 u Lici, 318 na Kordunu, 183 u Gorskomu kotaru, 266 u Hrvatskom primorju i 86 u karlovačkomu okružju.
Od tog broja opstojalo je: oblasnih – 3, okružna – 23, gradskih NOO u stupnju okružnih – 1, kotarskih – 106, općinskih – 566 (gradskih u stupnju općinskih – 21, općinskih – 545), mjestnih – 3696 i 201 ostalih vrsta NOO-a (rajonskih – 18, uličnih –  71, NO odbora u poduzećima i ustanovama – 65, zavičajnih – 11, te akcijskih i drugih – 36).

## Značaj Zavnoha
U Socijalističkoj Republici Hrvatskoj se kao Dan Zavnoha od 1982. do 1990. smatrao 14. lipnja.
Odluke ZAVNOH-a imale su presudno i dalekosežno značenje u obrani hrvatske državnosti te su bile ustavno-pravni temelj suvremene Republike Hrvatske. Republika Hrvatska je u izvorišnim osnovama svog prvog Ustava jasno naznačila da svoju državnost u vremenu Drugog svjetskog rata temelji na narodnooslobodilačkoj borbi i odlukama Zemaljskoga antifašističkog vijeća narodnog oslobođenja Hrvatske o stvaranju Federalne Države Hrvatske, a nasuprot proglašenju Nezavisne Države Hrvatske.

## Poveznice
- Drugi svjetski rat u Jugoslaviji
- Antifašističko vijeće narodnog oslobođenja Jugoslavije